# Hannah Montana: The Movie
Hannah Montana: The Movie és una producció cinematogràfica musical de gènere comèdia dramàtica estrenada l'any 2009. És una continuació de la sèrie Hannah Montana de la plataforma Disney Channel. Està dirigida per Peter Chelson (Walt Disney Pictures) i escrita per Dan Berendsen i Richard Correll.
Es va estrenar el 10 d'abril de 2009 als cinemes dels Estats Units i el Canadà, posteriorment es va afegir al catàleg de la plataforma Disney+.
Miley Cyrus n'és l'actriu principal amb els papers de Hannah Montana i Miley Stewart. També hi surten Emily Osment, Lucas Till i Billy Ray Cyrus, entre d'altres.

## Argument
Miley Stewart ha de compaginar l'escola, els amics i la vida secreta com l'estrella del pop Hannah Montana. La seva popularitat cada vegada és més gran i comença a envair tot el seu món personal, sent cada vegada menys Miley i més Hannah, però ella sembla acceptar-ho. El seu pare decideix enviar-la a traïció al seu poble rural Crowley Corners, a Tennessee, perquè connecti amb el seu autèntic jo, cosa que rebutja al principi però que no té més remei que acabar acceptant. Allí es retrobarà amb la seva àvia, trobarà l'amor i serà només Miley, encara que potser tard o d'hora necessiti l'ajuda de Hannah.